# Kushiro (Hokkaidō)

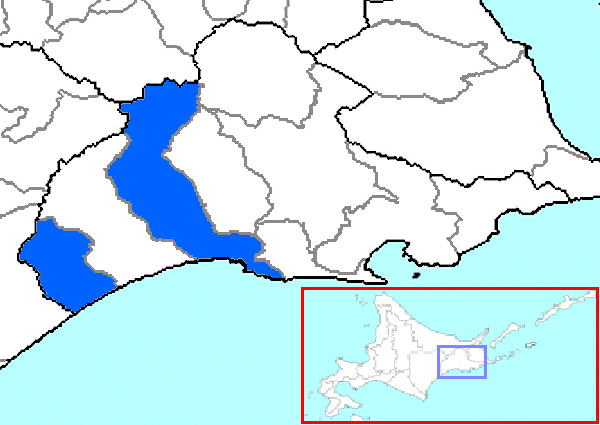

Kushiro (釧路市; -shi) é uma cidade japonesa localizada na subprovíncia de Kushiro, na província de Hokkaido.
Em 2003 a cidade tinha uma população estimada em 187 556 habitantes e uma densidade populacional de 846,33 h/km². Tem uma área total de 221,61 km².
Recebeu o estatuto de cidade a 1 de Agosto de 1922.